# Wannabe (canção de Itzy)
"Wannabe"  é uma canção gravada pelo girl group sul-coreano Itzy e lançada em seu segundo extended play (EP) intitulado It'z Me. JYP Entertainment lançou a canção como o single principal do EP em 9 de março de 2020. Foi escrita e produzida por Galactika (hangul: 별들의 전쟁), que também produziu a canção de estreia do grupo "Dalla Dalla". A canção combina produção de house e hip hop/pop e melodias bubblegum pop.
"Wannabe" recebeu críticas geralmente favoráveis de críticos musicais. Foi um sucesso comercial, alcançando sucesso em oito países e alcançando o sexto lugar na Gaon Digital Chart e o número dois na Billboard K-pop Hot 100, seu terceiro hit entre o top dez em sua terra natal. Liderou as paradas na Malásia e em Singapura, tornando-se a sua primeira canção número um em ambas as paradas. Desde então, a canção foi certificada como ouro pela Recording Industry Association of America (RIAA) e pela Associação da Indústria de Gravação do Japão (RIAJ).
A Naive Creative Production dirigiu o videoclipe que acompanha a canção, que foi carregado no canal da JYP no YouTube simultaneamente com o lançamento do single. Em 24 horas, o videoclipe acumulou mais de 11 milhões de visualizações e, até 2023, acumulou mais de 500 milhões de visualizações, tornando-se o seu videoclipe mais visto na plataforma. Após o lançamento de It'z Me, Itzy promoveu a canção com apresentações ao vivo em vários programas de televisão musical sul-coreanos e acumulou oito troféus de programas musicais.

## Antecedentes e lançamento
Em 19 de fevereiro de 2020, um teaser confirmando que Itzy estaria de volta em 9 de março com seu segundo EP It'z Me foi lançado. No dia 21 de fevereiro outra imagem teaser foi postada nas redes sociais oficiais do grupo, confirmando que o single principal do EP seria "Wannabe". Teasers individuais de cada integrante foram lançados entre 24 e 28 de fevereiro. Em 2 de março, a JYP Entertainment lançou um curta instrumental da canção. Mais imagens teaser foram postadas nos próximos dois dias. Dois teasers do videoclipe foram lançados em 5 e 6 de março. JYP Entertainment lançou "Wannabe" e seu videoclipe para download digital e streaming em 9 de março de 2020, como o single principal de It'z Me.
Em 22 de janeiro de 2021, Itzy lançou seu primeiro EP em inglês Not Shy (English Ver.), que inclui a versão em inglês de "Wannabe". A versão japonesa de "Wannabe" foi lançada como single digital em 1 de novembro de 2021. A letra em japonês foi escrita por Yohei.

## Composição
"Wannabe" foi escrita e produzida pela equipe de produção musical Galactika (별들의전쟁), que também produziu a canção de estreia do grupo  "Dalla Dalla". "Wannabe" emprega uma combinação de produção house e hip hop/pop que é misturada com melodias bubblegum pop, com as letras transmitindo temas enfatizando a importância da identidade pessoal e da individualidade. A canção é composta na tonalidade de Fá menor;  tem um andamento médio de 122 batidas por minuto e dura três minutos e onze segundos. As integrantes do grupo disseram que a canção "transmite uma mensagem de que 'Eu sou preciosa como sou'".

## Recepção crítica
"Wannabe" recebeu críticas geralmente positivas dos críticos musicais. J.M.K. da Billboard disse que a "marca de paixão feminina de Itzy é menos a zombaria confiante de 'Olhe para você, agora olhe para mim' do Blackpink e mais 'Olhe para mim, agora olhe para você!'" e que o single "nos convida novamente para dançar, dourando uma batida electro-pop mutante e sons de guitarra pop dos anos 2000 com floreios caprichosos".
Taylor Glasby da Dazed classificou a canção em 17º lugar na lista "40 melhores canções de K-pop de 2020", escrevendo a canção "junta-se ao cânone autoconfiante de 'Icy' e 'Dalla Dalla', mas seu refrão de 'Eu não quero ser alguém, eu quero ser eu, eu, eu' combina a impaciência juvenil com uma frustração universal em se esconder, dando-lhes o golpe mais instantaneamente pegajoso e duradouro até agora".
| Crítica/Publicação | Lista                                                     | Classificação | Ref.   |
| ------------------ | --------------------------------------------------------- | ------------- | ------ |
| Billboard          | As 20 melhores canções de K-pop de 2020                   | 15            | [ 18 ] |
| BuzzFeed           | Melhores vídeos musicais de K-pop de 2020                 | 27            | [ 20 ] |
| Dazed              | As 40 melhores canções de K-pop de 2020                   | 17            | [ 19 ] |
| Paper              | As 40 melhores canções de K-pop de 2020                   | 5             | [ 21 ] |
| Rolling Stone      | As 100 melhores canções da história da música pop coreana | 39            | [ 22 ] |
| SCMP               | Os 15 melhores singles de grupos K-pop em 2020            | 15            | [ 23 ] |

## Videoclipe e promoção
O videoclipe de "Wannabe" foi lançado em 9 de março de 2020, junto com o EP. O vídeo foi dirigido pela Naive Creative Production, que também dirigiu os vídeos de "Dalla Dalla" e "Icy". Em dezembro de 2021, o vídeo teve mais de 400 milhões de visualizações e 5,3 milhões de curtidas no YouTube, e ficou em sexto lugar no videoclipe mais popular do YouTube de 2020 na Coreia do Sul. Em 15 de março, o vídeo de performance para "Wannabe" foi lançado no canal oficial de Itzy no YouTube.
Para marcar o lançamento do EP, Itzy realizou uma transmissão ao vivo no V Live, na qual também apresentaram pela primeira vez a coreografia completa da canção. O grupo promoveu "Wannabe" em vários programas musicais de televisão sul-coreanos, incluindo M Countdown, Music Bank, Show! Music Core e Inkigayo, entre 12 de março e 6 de abril.

## Desempenho comercial
"Wannabe" estreou no número 6 da Gaon Digital Chart, dando ao grupo sua terceira canção no top dez. A canção também estreou no número 4 na parada World Digital Song Sales dos EUA. Também se tornou a primeira entrada no top cinco do grupo desde "Dalla Dalla" e sua terceira entrada no top dez no total, respectivamente. Na Nova Zelândia, a canção atingiu o número 22 na parada Hot Singles. No Japão, "Wannabe" estreou e atingiu o número 23, tornando-o o pico mais alto nessa parada. "Wannabe" também marca a estreia do grupo na Canadian Hot 100 no número 92, tornando-se o sexto ato feminino de K-pop a aparecer na tabela depois de CL, Red Velvet, Blackpink, Jennie e Twice. "Wannabe" liderou as paradas na Malásia e Singapura, tornando-se a primeira canção número um do grupo nas duas paradas.

## Créditos e pessoal
Créditos adaptados de NetEase Music.
- Itzy — vocais primários
- Woobin — composição, bateria, teclado
- Galactika * — arranjo
- Friday. (Galactika *) — vocais de fundo
- e.NA — vocais de fundo
- Chang (Galactika *) — bateria, baixo, teclado
- Athena (Galactika *) — teclados
- Kim Park Chella — guitarra, baixo
- War of Stars * (Galactika *) - letra, composição, gravação de vocais de fundo
- HONZO — edição digital
- Lee Tae-seop — mixagem
- Chris Gehringer — masterização

## Reconhecimentos
Itzy recebeu seu segundo prêmio Bonsang Digital no 35º Golden Disc Awards, que elas conquistaram anteriormente com "Dalla Dalla". "Wannabe" também foi indicada ao Daesang Digital. No Mnet Asian Music Awards, a canção foi indicada para Melhor Performance de Dança e Canção do Ano. "Wannabe" recebeu 8 vitórias em programas musicais, incluindo uma coroa tripla no M Countdown e Inkigayo, e uma coroa dupla no Show Champion.
| Ano  | Organização             | Categoria                                    | Resultado | Ref.   |
| ---- | ----------------------- | -------------------------------------------- | --------- | ------ |
| 2020 | Asian Pop Music Awards  | Melhor Arranjador (Estrangeiro)              | Indicado  | [ 40 ] |
| 2020 | Mnet Asian Music Awards | Melhor Performance de Dança – Grupo Feminino | Indicado  | [ 41 ] |
| 2020 | Mnet Asian Music Awards | Canção do Ano                                | Indicado  | [ 41 ] |
| 2021 | Gaon Chart Music Awards | Artista do Ano – Canção Digital (Março)      | Indicado  | [ 42 ] |
| 2021 | Golden Disc Awards      | Bonsang Digital                              | Venceu    | [ 43 ] |
| 2021 | Golden Disc Awards      | Daesang Digital                              | Indicado  | [ 43 ] |

| Programa      | Data                | Ref    |
| ------------- | ------------------- | ------ |
| M Countdown   | 19 de março de 2020 | [ 44 ] |
| M Countdown   | 26 de março de 2020 | [ 45 ] |
| M Countdown   | 2 de abril de 2020  | [ 46 ] |
| Inkigayo      | 22 de março de 2020 | [ 47 ] |
| Inkigayo      | 29 de março de 2020 | [ 48 ] |
| Inkigayo      | 5 de abril de 2020  | [ 49 ] |
| Show Champion | 25 de março de 2020 | [ 50 ] |
| Show Champion | 1 de abril de 2020  | [ 51 ] |

## Desempenho nas paradas musicais

### Paradas semanais
| Parada musical (2020)                          | Melhor posição |
| ---------------------------------------------- | -------------- |
| Canadá (Canadian Hot 100)                      | 92             |
| Coreia do Sul (Gaon)                           | 6              |
| Coreia do Sul (K-pop Hot 100)                  | 2              |
| Estados Unidos (Billboard World Digital Songs) | 4              |
| Filipinas (Philippine Hot 100)                 | 15             |
| Japão (Japan Hot 100)                          | 23             |
| Malásia (RIM)                                  | 1              |
| Nova Zelândia (RMNZ)                           | 22             |
| Singapura (RIAS)                               | 1              |

### Paradas mensais
| Parada (2020)        | Posição |
| -------------------- | ------- |
| Coreia do Sul (Gaon) | 8       |

### Paradas de fim de ano
| Parada (2020)        | Posição |
| -------------------- | ------- |
| Coreia do Sul (Gaon) | 53      |

## Certificações e vendas
| Região | Certificação | Unidades certificadas/vendas |
| --- | ------------ | ---------------------------- |
| Estados Unidos (RIAA) | Ouro         | 500,000‡                     |
| Streaming |              |                              |
| Japão (RIAJ) | Ouro         | 50,000,000†                  |
| ‡vendas+valores de streaming baseados apenas na certificação. †valores apenas de streaming baseados apenas na certificação. |              |                              |

## Histórico de lançamento
| Região | Data               | Formato                    | Gravadora         | Ref.   |
| ------ | ------------------ | -------------------------- | ----------------- | ------ |
| Várias | 9 de março de 2020 | Download digital streaming | JYP Entertainment | [ 59 ] |